# Alchiba
Alchiba (Alfa Corvi, α Crv, Alfa Kruka) – gwiazda w gwiazdozbiorze Kruka o wielkości gwiazdowej 4,02m. Jest oddalona od Słońca o ok. 49 lat świetlnych.

## Nazwa
Mimo że została oznaczona przez Bayera jako Alfa, jest dopiero piątą pod względem jasności gwiazdą w tym gwiazdozbiorze. Jej tradycyjna nazwa pochodzi z języka arabskiego, ‏ألخبا‎ al-xibā oznacza „namiot”. Termin ten pierwotnie odnosił się do asteryzmu o kształcie trapezoidu, złożonego z gwiazd β Crv, δ Crv, γ Crv i ε Crv. Wprawdzie Alfa znajduje się poza nim, ale nazwa Alchiba obecnie odnosi się właśnie do niej.

## Charakterystyka
Typ widmowy tej gwiazdy to F1 V, czyli jest ona gwiazdą ciągu głównego, choć wcześniej była klasyfikowana jako olbrzym. Świeci ok. 4,6 raza mocniej od Słońca, a jej wiek szacuje się na ok. 400 milionów lat. Przypuszcza się, że jest to gwiazda spektroskopowo podwójna, lecz nie zostało to jeszcze potwierdzone.
Z terenów Polski gwiazda ta najlepiej widoczna jest wiosną.